# Merriams kangoeroegoffer
De Merriams kangoeroegoffer (Dipodomys merriami)  is een zoogdier uit de familie van de wangzakmuizen (Heteromyidae). De wetenschappelijke naam van de soort werd voor het eerst geldig gepubliceerd door Mearns in 1890. De soort is vernoemd naar de Amerikaanse bioloog Clinton Hart Merriam.

## Kenmerken
De zijdeachtige vacht is grijs op de rug, wit op de buik. Op de flanken zijn smalle grijze en witte strepen zichtbaar. Het dier heeft lange achterpoten, waarmee het kan springen als een kangoeroe en een lange staart met een kwastje, die zorgt voor het evenwicht. De lichaamslengte bedraagt 8 tot 14 cm, de staartlengte 14 tot 16 cm en het gewicht 40 tot 45 gram.

## Leefwijze
Dit dier leeft op zandige bodems in zijn woestijnachtige biotoop, waar regelmatig een stofbad wordt genomen om de vacht en huid te beschermen en te vrijwaren van parasieten en ander gedierte. Zijn voedsel bestaat uit zaden: In de winter worden de zaden van stekelnoten gegeten, in de zomer die van cactussen.

## Verspreiding
De soort komt voor in woestijnachtige gebieden in Noord-Mexico en het zuidwesten van de Verenigde Staten.

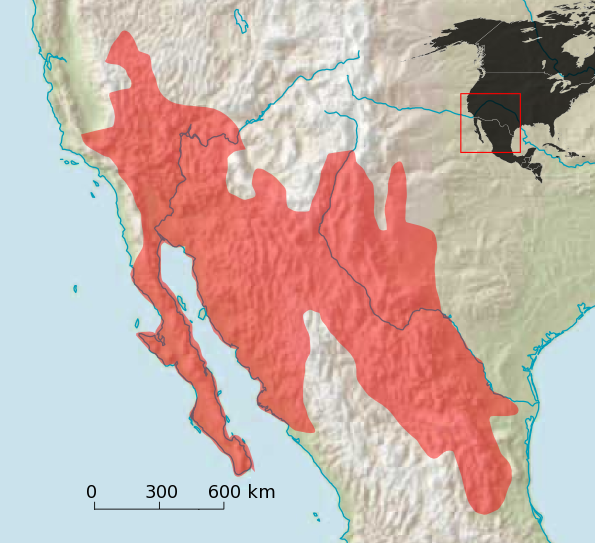
Verspreidingsgebied van Merriams kangoeroegoffer